# SN 2008D

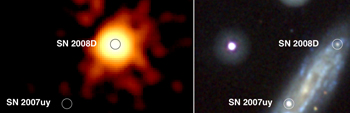
Aufnahmen von SN 2008D im Röntgenlicht (links) und im optischen Licht (rechts)

SN 2008D war eine Supernova vom Typ Ibc, die in der Galaxie NGC 2770 aufleuchtete.
Die Entdeckung vom Forschungssatelliten Swift fand zufällig statt, als der Satellit am 9. Januar 2008 die Supernova SN 2007uy beobachtete, die nur wenige Wochen zuvor in derselben Galaxie entdeckt wurde. Die Entdeckung fand zu einem frühen Stadium statt, sodass der gesamte Verlauf der Supernova verfolgt werden konnte. Der Satellit beobachtete dabei etwa 400 Sekunden lang ein Röntgensignal, das weit stärker als das Hintergrundniveau war. Rund 80 Minuten später verzeichneten andere Sensoren an Bord an dieser Stelle einen starken Anstieg der Helligkeit im UV- und sichtbaren Bereich. Dem folgte eine weltweite Beobachtungskampagne mit verschiedenen Instrumenten wie zum Beispiel dem  Hubble-Weltraumteleskop, dem Röntgensatelliten Chandra und Observatorien in aller Welt.
Aufgrund des Nachglühens im Röntgenlicht und im optischen Licht wurde die Supernova zuerst als Typ Ic eingestuft. Spätere Beobachtungen des Spektrums von SN 2008D zeigten, dass vor der Explosion keine Heliumhülle abgestoßen wurde, was eine Eigenschaft von Supernova vom Typ Ib ist. Weiterhin deutet das Fehlen von Wasserstoff im Spektrum des Sterns auf einen Wolf-Rayet-Stern als Vorgänger der Supernova hin.
Koordinaten (Äquinoktium J2000.0)
- Rektaszension: 9h 9m 30,65s
- Deklination: +33° 8' 20,3"